# Alexander Barboza
Alexander Nahuel Barboza Ullúa (Villa Celina, La Matanza, Buenos Aires, Argentina; 16 de marzo de 1995) es un futbolista argentino / uruguayo (doble nacionalidad) madre Argentina y padre uruguayo. 

## Trayectoria

### River Plate
Llegó en el año 2005 a las inferiores del millonario, pasando por las distintas categorías hasta integrar la reserva del Chapa Zapata. Ya bajo la conducción de Facundo Villalba llegó a afianzarse entre los once titulares de la reserva. Con ambición de crecer a nivel profesional decide aceptar el ofrecimiento de Atlético de Rafaela para sumarse a préstamo por dos temporadas.

### Atlético de Rafaela
Al no ser tenido en cuenta por el entrenador Marcelo Gallardo para el primer equipo de River Plate, es cedido a préstamo por un año a Atlético de Rafaela, para sumar minutos en primera.
Debutó con la crema, en la caída 5-1 frente a su anterior club River Plate, donde marcaría el único gol para su equipo a los 45 minutos del primer tiempo. Tuvo participación en dos partidos por Copa Argentina donde demostró un buen nivel. Con el equipo de Santa Fe disputó 11 partidos por el Campeonato 2015 pero no se asentó y su préstamo fue interrumpido.

### Defensa y Justicia
Buscando rodaje a principios de 2016 es cedido a Defensa y Justicia para jugar el Torneo de Primera División 2016/17 sin cargo ni opción de compra. En el equipo de Florencio Varela explotó su potencial siendo además de titular indiscutible, gran figura del equipo en defensa, en ocasiones capitán e ídolo de la gente. 
Participó de la histórica gesta del club en la Copa Sudamericana 2017 cuando en el debut a nivel internacional de la institución, eliminaron en su primer cruce al laureado y multicampeón Sao Paulo  empatando 0-0 de local y 1-1 en el mismísimo Morumbí.

### Independiente
El 28 de junio de 2019 se confirma su traspaso al "Rojo" en 3.750.000 de dólares libre de impuestos por el 82,5% de su pase.

### Club Libertad
En febrero del año 2021, Libertad de Paraguay se hace con el 50% del pase a cambio de un millón y medio de dólares limpios para Club Atlético Independiente, con una opción de igual monto por el 30% restante. 

### Botafogo
En enero de 2024 es anunciado como nuevo refuerzo del Botafogo de Rio de Janeiro  firma contrato por 2 años hasta el 2026. El 30 de noviembre se consagró campeón de la Copa Libertadores.

## Estadísticas

### Clubes
Actualizado hasta su último partido disputado el 27 de mayo de 2024.
| Club                          | Div.          | Temporada     | Liga  | Liga  | Liga   | Copas nacionales | Copas nacionales | Copas nacionales | Torneos internacionales | Torneos internacionales | Torneos internacionales | Total | Total | Total  |
| Club                          | Div.          | Temporada     | Part. | Goles | Asist. | Part.            | Goles            | Asist.           | Part.                   | Goles                   | Asist.                  | Part. | Goles | Asist. |
| ----------------------------- | ------------- | ------------- | ----- | ----- | ------ | ---------------- | ---------------- | ---------------- | ----------------------- | ----------------------- | ----------------------- | ----- | ----- | ------ |
| Atlético Rafaela Argentina    | 1.ª           | 2015          | 11    | 1     | 0      | 2                | 0                | 0                | —                       | —                       | —                       | 13    | 1     | 0      |
| Atlético Rafaela Argentina    | Total club    | Total club    | 11    | 1     | 0      | 2                | 0                | 0                | 0                       | 0                       | 0                       | 13    | 1     | 0      |
| Defensa y Justicia Argentina  | 1.ª           | 2016          | 14    | 0     | 0      | 1                | 0                | 0                | —                       | —                       | —                       | 15    | 0     | 0      |
| Defensa y Justicia Argentina  | 1.ª           | 2016-17       | 28    | 6     | 1      | 3                | 1                | 0                | 2                       | 0                       | 0                       | 33    | 7     | 1      |
| C. A. River Plate Argentina   | 1.ª           | 2017-18       | 5     | 0     | 0      | —                | —                | —                | 1                       | 0                       | 0                       | 6     | 0     | 0      |
| C. A. River Plate Argentina   | Total club    | Total club    | 5     | 0     | 0      | 0                | 0                | 0                | 1                       | 0                       | 0                       | 6     | 0     | 0      |
| Defensa y Justicia Argentina  | 1.ª           | 2017-18       | 9     | 0     | 0      | —                | —                | —                | 2                       | 0                       | 0                       | 11    | 0     | 0      |
| Defensa y Justicia Argentina  | 1.ª           | 2018-19       | 24    | 1     | 3      | 4                | 0                | 0                | 8                       | 1                       | 0                       | 36    | 2     | 3      |
| Defensa y Justicia Argentina  | Total club    | Total club    | 75    | 7     | 4      | 8                | 1                | 0                | 12                      | 1                       | 0                       | 95    | 9     | 4      |
| C. A. Independiente Argentina | 1.ª           | 2019-20       | 10    | 1     | 1      | 1                | 0                | 0                | 2                       | 0                       | 0                       | 13    | 1     | 1      |
| C. A. Independiente Argentina | 1.ª           | 2020          | —     | —     | —      | 8                | 0                | 0                | 6                       | 0                       | 0                       | 14    | 0     | 0      |
| C. A. Independiente Argentina | Total club    | Total club    | 10    | 1     | 1      | 9                | 0                | 0                | 8                       | 0                       | 0                       | 27    | 1     | 1      |
| Club Libertad Paraguay        | 1.ª           | 2021          | 27    | 2     | 1      | —                | —                | —                | 12                      | 0                       | 1                       | 39    | 2     | 2      |
| Club Libertad Paraguay        | 1.ª           | 2022          | 27    | 1     | 3      | —                | —                | —                | 7                       | 0                       | 0                       | 34    | 1     | 3      |
| Club Libertad Paraguay        | 1.ª           | 2023          | 30    | 4     | 2      | 4                | 1                | 0                | 10                      | 1                       | 0                       | 44    | 6     | 2      |
| Club Libertad Paraguay        | Total club    | Total club    | 84    | 7     | 6      | 4                | 1                | 0                | 29                      | 1                       | 1                       | 117   | 9     | 7      |
| Botafogo F. R. · Brasil       | 1.ª           | 2024          | 26    | 0     | 1      | 10               | 0                | 0                | 16                      | 1                       | 0                       | 52    | 1     | 1      |
| Botafogo F. R. · Brasil       | 1.ª           | 2025          | 5     | 0     | 0      | 4                | 0                | 0                | 6                       | 0                       | 0                       | 16    | 0     | 0      |
| Botafogo F. R. · Brasil       | Total club    | Total club    | 31    | 0     | 1      | 14               | 0                | 0                | 22                      | 1                       | 0                       | 68    | 1     | 1      |
| Total carrera                 | Total carrera | Total carrera | 211   | 16    | 12     | 37               | 2                | 0                | 71                      | 3                       | 1                       | 320   | 21    | 13     |
| 1. 2. 3.                      |               |               |       |       |        |                  |                  |                  |                         |                         |                         |       |       |        |

## Palmarés

### Campeonatos regionales
| Título   | Club           | Estado         | Año  |
| -------- | -------------- | -------------- | ---- |
| Taça Río | Botafogo F. R. | Río de Janeiro | 2024 |

### Campeonatos nacionales
| Título             | Club              | País      | Año     |
| ------------------ | ----------------- | --------- | ------- |
| Copa Argentina     | C. A. River Plate | Argentina | 2016-17 |
| Primera División   | Club Libertad     | Paraguay  | A-2021  |
| Primera División   | Club Libertad     | Paraguay  | A-2022  |
| Primera División   | Club Libertad     | Paraguay  | A-2023  |
| Primera División   | Club Libertad     | Paraguay  | C-2023  |
| Copa Paraguay      | Club Libertad     | Paraguay  | 2023    |
| Supercopa Paraguay | Club Libertad     | Paraguay  | 2023    |
| Serie A            | Botafogo F. R.    | Brasil    | 2024    |

### Campeonatos internacionales
| Título                       | Club           | Sede         | Año  |
| ---------------------------- | -------------- | ------------ | ---- |
| Copa Libertadores de América | Botafogo F. R. | Buenos Aires | 2024 |